# 董尋
董寻（?—?），字文奥，河东郡（治今山西省夏县）人。三国时代曹魏官员。

## 生平
董寻为人忠直，魏明帝时为司徒军议掾。青龍年间，魏明帝大兴土木，兴建宫室，董寻上书劝谏说：“我国古代的正直之士，尽言于国，不避杀身之祸，所以周昌把汉高祖比作夏桀、商纣，刘辅把赵后比作婢女。天生忠直之臣，面对白刃和沸水，敢上前不惧，是为君王爱惜天下。假如宫殿狭小，应当扩建，那也应随顺农时，不妨碍农业生产，何况制作无益的器物？黄龙、凤凰、九龙、承露盘、土山、渊池，都是明君不愿制作的，制作的工夫是修建宫殿的三倍。孔子说：‘君使臣以礼，臣事君以忠。’没有忠义礼法，国家怎么维持？君不君，臣不臣，上下不通，心怀郁结，阴阳不和，灾害屡降，凶恶之徒，因间而起。我知此言既出，肯定被杀，可是我自比牛身之一毛，生既无益，死亦何损？我有八个儿子，我死之后，希望陛下不要牵连他们。”并在上奏的同时，沐浴待命。明帝问：“董寻不怕死吗？”主事官奏请拘捕董寻，明帝下诏命不必追究。后来担任为贝丘县令，得民心。